# Enciclopedia moderna
La Enciclopedia moderna: Diccionario universal de literatura, ciencias, artes, agricultura, industria y comercio es una enciclopedia publicada en Madrid por el editor Francisco de Paula Mellado entre los años 1851 y 1855. Es considerada como la primera gran enciclopedia en castellano que culminó a mediados del siglo XIX.

## Estructura
La extensa obra está dividida en 34 volúmenes de texto, 3 de atlas y 3 de complemento de 24 centímetros de longitud por volumen (más 9 tomos más que sacó de apéndices posteriormente hasta llegar a 39 tomos).
En algunos aspectos, está basada en la Encyclopédie Moderne editada por Firmin Didot en 1847, de la cual algunos artículos son una traducción literal.[cita requerida]
Los volúmenes del Atlas (ilustraciones) contienen las mismas láminas de la Encyclopédie Moderne, que F. De Paula Mellado adquirió a la editorial Didot.
Para la redacción de los artículos, se eligió un experto en cada materia. Los nombres de los susodichos son mencionados en el Prólogo de la Enciclopedia moderna.